# Pseudorhytisma bistortae
Pseudorhytisma bistortae är en svampart som först beskrevs av Augustin Pyrame de Candolle, och fick sitt nu gällande namn av Juel 1894. Enligt Catalogue of Life ingår Pseudorhytisma bistortae i släktet Pseudorhytisma,  och familjen Rhytismataceae, men enligt Dyntaxa är tillhörigheten istället släktet Pseudorhytisma,  och familjen Cryptomycetaceae. Arten är reproducerande i Sverige. Inga underarter finns listade i Catalogue of Life.